# Dr. Seuss
Theodor Seuss Geisel, mer känd under pseudonymen Dr. Seuss, född 2 mars 1904 i Springfield, Massachusetts, död 24 september 1991 i La Jolla i Kalifornien, var en amerikansk författare och tecknare.
I engelskspråkiga länder hör han till de allra mest sålda barnboksförfattarna.

## Verk
Dr. Seuss skrev och illustrerade sammanlagt 46 barnböcker, däribland kända titlar som Katten i hatten (The Cat in the Hat), Grinchen – Julen är stulen (How the Grinch Stole Christmas), Horton hör en vemling (Horton Hears a Who!), Loraxen (The Lorax), Green Eggs and Ham, som egentligen var resultatet av en vadslagning med hans kompis, och One Fish Two Fish Red Fish Blue Fish.
Vid hans död hade hans böcker översatts till över 20 språk och sålt över 600 miljoner exemplar.